# تعددية المناظير
تعددية المناظير (أو ثلاثية المناظير) نظرية من علم المعرفة طورها الفيلسوفان الكالفينيان الأمريكيان جون فريم وفيرن بويثريس. فقد وضع فريم هذه النظرية على نحو الابستمولوجيا في كتابه عقيدة معرفة الله (1987)، حيث يقول إنه في كل حالة معرفة، يجري العارف اتصالاً مستمراً مع ثلاثة أشياء (أو مناظير): الذات العارفة، وموضوع المعرفة، ومعيار الحصول على المعرفة. كما يقول إن كل المناظير مرتبطة بعضها مع بعض، بحيث أن معرفة إحدى هذه المناظير تتضمن معرفة الأخرى.

## مناظير المعرفة

### المنظور المعياري
يقول فريم إنه في كل الأفعال التي يقوم بها الإنسان يوجد معيار بمثابة دليل، وهذا الدليل يشير بالناس على ما هو الموضوع المناسب، وما يجب أن يقوموا به ويتجنبوه، وطبيعة الكون، وكيفية الحصول على المعرفة. وفي هذا الرأي، سوق الأفكار مليئة بنظرات عالمية تتنافس على ولاء كل شخص، وبالنسبة لبعض الناس، الوفاء النهائي لنظامهم الفكري يعود إلى الخبرة الحسية، أو المشاعر، أو الانتماء السياسي، بينما يعود بالنسبة للآخرين إلى تقليدهم الديني (اليهودية، الإسلام، البوذية، البهائية، ألخ) أو إلى فلسفة علمانية (التجريبية، العقلانية، الماركسية، ما بعد الحداثة، ألخ). فحسب فريم، مهما كان السلطة النهائية بالنسبة لشخص، فإنه يعتبر المنظور المعياري.

### المنظور الظرفي
يشير المنظور الظرفي إلى حقائق الواقع أو مواضيع المعرفة. ويقول فريم إنه بهذا المنظور يجب الاعتراف بتفاصيل التاريخ، والعلوم، والأدلة على معتقدات مختلفة، ولكن هذه الأدلة لا يمكن تفسيرها بمعزل عن سلطة المنظور المعياري. فمن خلال المنظور الظرفي، يتم التعبير عن المنظور المعياري في الحياة اليومية.
وبالتالي، حسب فريم، لا يمكن فهم أو تطبيق الكتاب المقدس على الحياة بشكل صحيح بدون فهم العالم. فعلى سبيل المثال، القياس المنطقي التالي ضد الإجهاض:
1) القتل هو خطيئة
2) الإجهاض هو القتل
3) الإجهاض هو خطيئة
في إطار نظرية فريم، النقطة الأولى أمر معياري من الكتاب المقدس، وبمثابة مبدأ أخلاقي سرمدي. ولكن الوصول إلى النتيجة يحتاج إلى معرفة ما إذا كان الإجهاض قتل شخص بريء، وهذا يتطلب استخدام المنظور الظرفي. فيستلزم استشارة فحوص طبية على طبيعة الجنين وعلى عملية الإجهاض، فبدون هذه المعلومات الهامة لا يمكن معرفة ما إذا تم تطبيق كلمة الله على الحياة بشكل مخلص.

### المنظور الوجودي
في المنظور الوجودي، يلفت فريم الانتباه إلى الشخص الذي يقوم بالمعرفة، لأن كل فرد يجلب معه نزعاته الشخصية ومزاجته وتحيزاته وافتراضاته وتجارب حياته في كل حالة معرفة. فمن المشاكل التي تواجه كل نظريات الابستمولوجيا هي ضرورة أخذ كل فعل الإنسان بعين الاعتبار في صياغة نظرية معرفة ذات الصلة للحياة. ولكن التعبير عن كل فعل بتصريحات قابلة للتقييم صعب جداً. ولهذا السبب، أعتبرت ذاتية الإنسان في عصر التنوير عرقلة للمعرفة، فحاول مفكرو التنوير إقامة نظرية معرفة موضوعية تستبعد وجهة النظر الوجودية التي وصفها فريم. وقال فريم إن هذا البحث عن معرفة موضوعية بحت ليس مستحيلاً فقط، بل أنه وثني. واستطرد فريم:

أحياناً نحن نحلم حلماً حلواً عن معرفة الله بشكل موضوعي، أي معرفة الله خلواً من قيود حواسنا وعقولنا وتجاربنا وإعدادنا، وغيرها. ولكن هذا مستحيل، والله لا يطالبنا بهذا. انما تنازل الله وسكن فينا ومعنا، وكأننا معبد. ويعرف نفسه من خلال افكارنا وتجاربنا. وهذا التعريف واضح وكاف لليقن المسيحي. إن المعرفة الموضوعية بحت، هذا بالضبط ما لا نريده! فهذا النوع من المعرفة يفترض إنكار «مخلوقيتنا» وبالتالي إنكار الله وكل ألحق.

### تكامل المناظير
يقول فريم إنه من أجل تقدير ثراء عملية المعرفة البشرية، يجب فهم أن كل حالة معرفة تتضمن هذه المناظير الثلاثة معاً. وتدعو استير ميك المناظير هذه القواعد، والذات، والعالم، ومشددة على المنظور الوجودي، تقول: «المعرفة هي النضال البشري المسؤول للاعتماد على قرائن من أجل التركز على نموذج متماسك والخضع لواقعه.»  وبهذا المعنى، المعرفة عملية التكامل التي يتم من خلالها التركر على نموذج بواسطة القرائن المتنوعة في العالم، والحس البدني، ومعايير التفكير.
ومن خلال عملية التكامل هذه، تكتسب القرائن مغزى أكبر بحيث أنها لم تعد أحداث متفرقة، بل أجزاء هامة من واقع أكبر. وعندما يتم تحقيق هذا التكامل، هو يلقي الضوء على القرائن التي تؤلفه. فمعنى القرائن يتوسع. والآن النماذج تشكل العارف، لأنها تربطه بواقع مستقل عنه، ويرى العارف ملاءة النموذج عندما يحيى في حقه، وهكذا يمدد نفسه في العالم بواسطة هذا ألحق.
الكثير من عملية صياغة النماذج هذه غير قابلة للفظ، ولكن فريم وميك يعتقدان أن هذه الناحية غير الملفوظة من حالات المعرفة لا يجب تجاهلها لأنهما يعتبرانها حاسمة في عملية المعرفة اليومية.